# Дуби на Тарасовій горі
Дуби на Тарасовій горі — ботанічна пам'ятка природи, розташована в Черкаському районі Черкаської області. Пам'ятку оголошено у 2013 році. За легендою, дуби посаджені у 1914 році родичами Тараса Шевченка з нагоди 100-річчя від дня народження поета.